# Vanna (chanteuse)
Pour les articles homonymes, voir Vanna.
Ivana Ranilović, épouse Vrdoljak, dite Vanna, est une chanteuse croate de musique pop, née le 1er septembre 1970 à Koprivnica (Yougoslavie, aujourd'hui Croatie). Elle est mariée avec Andrija Vrdoljak avec lequel elle a eu deux enfants (un garçon et une fille). Elle habite à Zagreb.

## Biographie
Vanna a représenté la Croatie au Concours Eurovision de la chanson 2001 avec la chanson Strings of My Heart. Elle termina à la 10e place, avec 42 points.

## Avec le groupe Electro Team
- 1992 - Electro Team
- 1994 - Second to none
- 1995 - Ja ti priznajem (Single)
- 1996 - Anno Domini 1996

## Solo
- 1997 - I to sam ja
- 1998 - Ispod istog neba
- 2000 - 24 sata
- 2001 - Vanna u Lisinskom
- 2003 - Hrabra kao prije
- 2007 - Ledeno doba
- 2008 - The Platinum Collection
- 2010 - The Love Collection
- 2010 - Sjaj